# Ursula Cotta

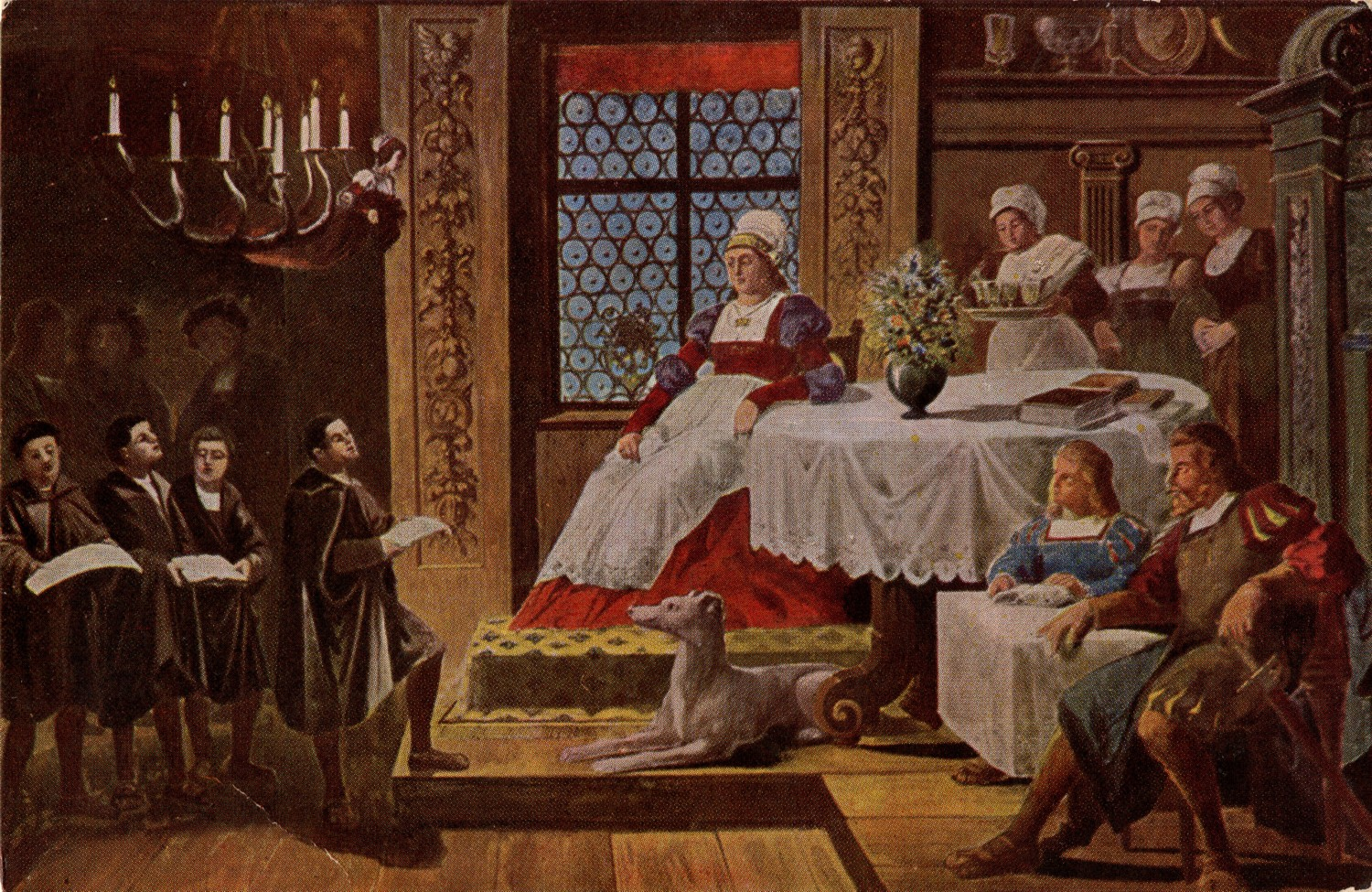
Luther och andra elever sjunger för fru Cotta och husets gäster, målning av professor Weiß.

Ursula Cotta, född Schalbe, död 29 november 1511, var en tysk husmor, gift med Kunz Cotta, borgmästare i Eisenach.
I Ursula Cottas hem bodde Martin Luther under sin skolgång i Eisenach, medan han hade sitt underhåll hos Ursulas föräldrar. Ursula Cotta var släkt till Martin Luther på modersidan. Hans vistelse här och Cottas inflytande har i romantiserad form återgivits i Chronicles of the Schönberg-Cotta family av Elizabeth Rundell Charles (1864, svensk översättning 1895) och i Jakob Knudsens Martin Luther (1915).